# رومينيغ كوامي
رومينيغ كوامي (مواليد 17 ديسمبر 1996) هو لاعب كرة قدم مالي يلعب في مركز خط الوسط في نادي تروا.